# 堀田延
堀田 延（ほりた のぶ、1968年8月9日 - ）は、日本の放送作家。私設『スター・ウォーズ』ファンクラブ「リトルファルコン」代表。血液型O型。東京都八王子市出身。

## 来歴
千葉県立千葉高等学校から進学した早稲田大学第一文学部（その後に除籍）ではテレビ放送研究会に所属していた。
在学中より雑誌『ホットドッグ・プレス』のライターや『ニュースステーション』のリサーチャーとして活動したのち、『ビートたけしのスポーツ大将』で放送作家として活動を開始。
映画『未来日記』の脚本家グループの一人。
TV☆Lab『クイズ 5人の壁』（BSフジ、2005年10月30日）に『スター・ウォーズ』ファンとして出演。

## 主な構成担当番組

### テレビ番組
レギュラー番組
- 世にも不思議なランキング なんで?なんで?なんで?（TBSテレビ）
- 恋愛観察バラエティー あいのり（フジテレビ）
- ビートたけしのTVタックル（テレビ朝日）
- 所さんのニッポンの出番!（TBSテレビ）
- 腹ペコ!なでしこグルメ旅（テレビ東京）
- 逆向き列車（テレビ東京）
- リアル脱出ゲームTV（TBSテレビ）
- テラスハウス (テレビ番組)（フジテレビ）
- お金がなくても幸せライフ がんばれプアーズ!（テレビ東京）
- まさかのホントバラエティー イカさまタコさま（TBSテレビ）
- GIVE&TAKE（フジテレビ）
- 世界は言葉でできている（フジテレビ）
- キングコングのあるコトないコト（名古屋テレビ放送）
- サタ☆スマ （フジテレビ）
- さんまのナンでもダービー（テレビ朝日）
- 怒りオヤジ （テレビ東京）
- サムズアップ人生開運プロジェクト（テレビ朝日）
- スーパーJチャンネル（テレビ朝日）
- 大人のコンソメ（テレビ東京）
- ウッチャきナンチャき（TBSテレビ）
- 小学生クラス対抗30人31脚（テレビ朝日）
- おしゃれカンケイ（日本テレビ）
- ウィーケストリンク☆一人勝ちの法則（フジテレビ）
- 男女8人恋愛ツアー!TOKIOのな・り・ゆ・き!!（フジテレビ）
- 上岡龍太郎にはダマされないぞ!（フジテレビ）
- 上岡・ヒロミの花も嵐も（フジテレビ）
- 愛の貧乏脱出大作戦（テレビ東京）
- ゴッドタン（テレビ東京）
- サバイバー（TBSテレビ）
- ソングライトSHOW!!（テレビ東京）
- ハッピーバースデー!（フジテレビ）
- モー。たいへんでした（日本テレビ）
- とんねるずのみなさんのおかげでした（フジテレビ）
- 火の玉スポーツ列伝!（テレビ東京）
- 桜塚ヤンキース（テレビ埼玉）
- 全力!脱力タイムズ（フジテレビ）
- もしもツアーズ（フジテレビ）
- 東大王（TBSテレビ）
- 全力！脱力タイムズ（フジテレビ）

スペシャル番組
- DOORS（TBSテレビ）
- FNS26時間テレビ 国民的なおもしろさ!史上最大!!真夏のクイズ祭り 26時間ぶっ通しスペシャル（フジテレビ）
- SASUKE（TBSテレビ）
- KUNOICHI（TBSテレビ）
- 小学生クラス対抗30人31脚（テレビ朝日）

## 脚本
テレビドラマ
- SMART☆MONSTERS（1998年、テレビ朝日）
- 美少女H「屋上の聖戦」（1998年、フジテレビ）
- トリハダ3〜夜ふかしのあなたにゾクッとする話を（2008年、フジテレビ）
- リアル脱出ゲーム密室美少女（2013年、テレビ東京）
- 俺のダンディズム（2014年、テレビ東京）

映画
- 劇場版 未来日記 The Future Diary On The Film（2000年、TBS）
- ミステイクン（2011年、テレビ東京）
- 営業100万回（2012年、テレビ東京）
- マダム・マーマレードの異常な謎（2013年、テレビ東京）

## 著書
- 『マダム・マーマレードと暗い日曜日』（講談社、2013年、ISBN 978-4062186186）
- 『ぼくたちのスター・ウォーズ』（二見書房、2005年、ISBN 978-4576050775）